# Version of Me
| Recensione      | Giudizio |
| --------------- | -------- |
| AllMusic        |          |
| Daily Express   |          |
| The Independent |          |

Version of Me è il settimo album in studio della cantante britannica Melanie C, pubblicato il 21 ottobre 2016 nel Regno Unito sia in formato fisico che digitale, mentre nel resto del mondo nel solo formato digitale.
L'album contiene 11 tracce tra cui il primo singolo estratto Anymore.
Dal punto di vista musicale, Version of Me è un album pop con elementi R&B ed elettronici.

## Tracce
1. Dear Life – 3:27 (Adam Argyle, Melanie Chisholm)
2. Escalator – 3:22 (Melanie Chisholm, Richard David Judge, Thomas Bruce Wilding)
3. Anymore – 3:03 (Adam Argyle, Melanie Chisholm)
4. Something for the Fire – 3:48 (Melanie Chisholm, Olly Knights, Stephan Gale Paridjanian)
5. Version of Me – 4:00 (Melanie Chisholm, Thomas Bruce Wilding, Nicholas William Atkinson)
6. Numb (feat. Sons of Sonix) – 3:30 (Melanie Chisholm, Olaniyi Michael Akinkunmi, Moses Ayo Samuels, Varren Wade)
7. Room for Love – 3:20 (Melanie Chisholm, Olaniyi Michael Akinkunmi, Moses Ayo Samuels, Varren Wade)
8. Unravelling – 4:41 (Melanie Chisholm, Rick Nowels)
9. Loving You Better – 4:44 (Olaniyi Michael Akinkunmi, Melanie Chisholm, Moses Ayo Samuels, Varren Jerome Lloyd Wade)
10. Our History – 3:51 (Paul Richard Boddy, Melanie Chisholm, Dele Ladimeji)
11. Blame – 4:35 (Melanie Chisholm, Peter John Vettese)

## Classifiche
| Classifica (2016)         | Posizione massima |
| ------------------------- | ----------------- |
| Germania                  | 1                 |
| Irlanda                   | 94                |
| Regno Unito               | 25                |
| Regno Unito (independent) | 2                 |
| Spagna                    | 83                |
| Svizzera                  | 1                 |